# Gare d'Akashi
La gare d'Akashi (明石駅, Akashi-eki) est une gare ferroviaire localisée dans la ville d'Akashi, dans la préfecture de Hyōgo au Japon. La gare est exploitée par la compagnie JR West, sur la ligne Sanyō (ligne JR Kōbe). Le numéro de gare est JR-A73.

## Situation ferroviaire
Établie à 11 mètres d'altitude, la gare d'Akashi est située au point kilométrique (PK) 19.4 de la ligne Sanyō.

## Histoire
La gare fut construite en 1888 par la compagnie ferroviaire Sanyo tout nouvellement crée. En 1934, la ligne fut électrifiée jusqu'à Akashi. En 1964, la gare fut déplacée de 160 m vers l'ouest pour être positionnée à son emplacement actuel. Le 17 janvier 1995, la gare est fermée à cause du séisme de 1995 à Kobe. Il faudra plusieurs semaines pour que la ligne soit entièrement opérationnelle à nouveau. En 2003, la carte ICOCA devient utilisable en gare.
En 2015, la fréquentation journalière de la gare était de 50 895 personnes
| 2010   | 2011   | 2012   | 2013   | 2014   | 2015   |
| 51 652 | 51 675 | 51 858 | 52 440 | 51 264 | 50 895 |

## Service des voyageurs

### Accueil
La gare dispose d'un guichet, ouvert tous les jours de 5 h 30 à 23 h, de billetterie automatique verte pour l'achat de titres de transport pour shinkansen et train express. la carte ICOCA est également possible pour l’accès aux portillon d’accès aux quais.
La gare possède également un coin pour les consignes automatique et d'un bâtiment pour location de voiture.

### Desserte
La gare d'Akashi est une gare disposant de deux quais et de quatre voies. La desserte est effectuée par des trains rapides ou locaux. Les voies 1 et 2 sont généralement utilisés par les trains Locaux et les trains Rapid Service. Les voies 3 et 4 sont généralement utilisés par les trains Limited Express et les Super Rapid Service. Les Limited Express Hamakaze et Super Hakuto s'arrêtent à cette gare.
| N° de voie | Ligne     | Direction         |
| ---------- | --------- | ----------------- |
| 1          | A JR Kōbe | Himeji            |
| 2          | A JR Kōbe | Sannomiya - Ōsaka |
| 3          | A JR Kōbe | Himeji            |
| 4          | A JR Kōbe | Sannomiya - Ōsaka |

Installations et desserte
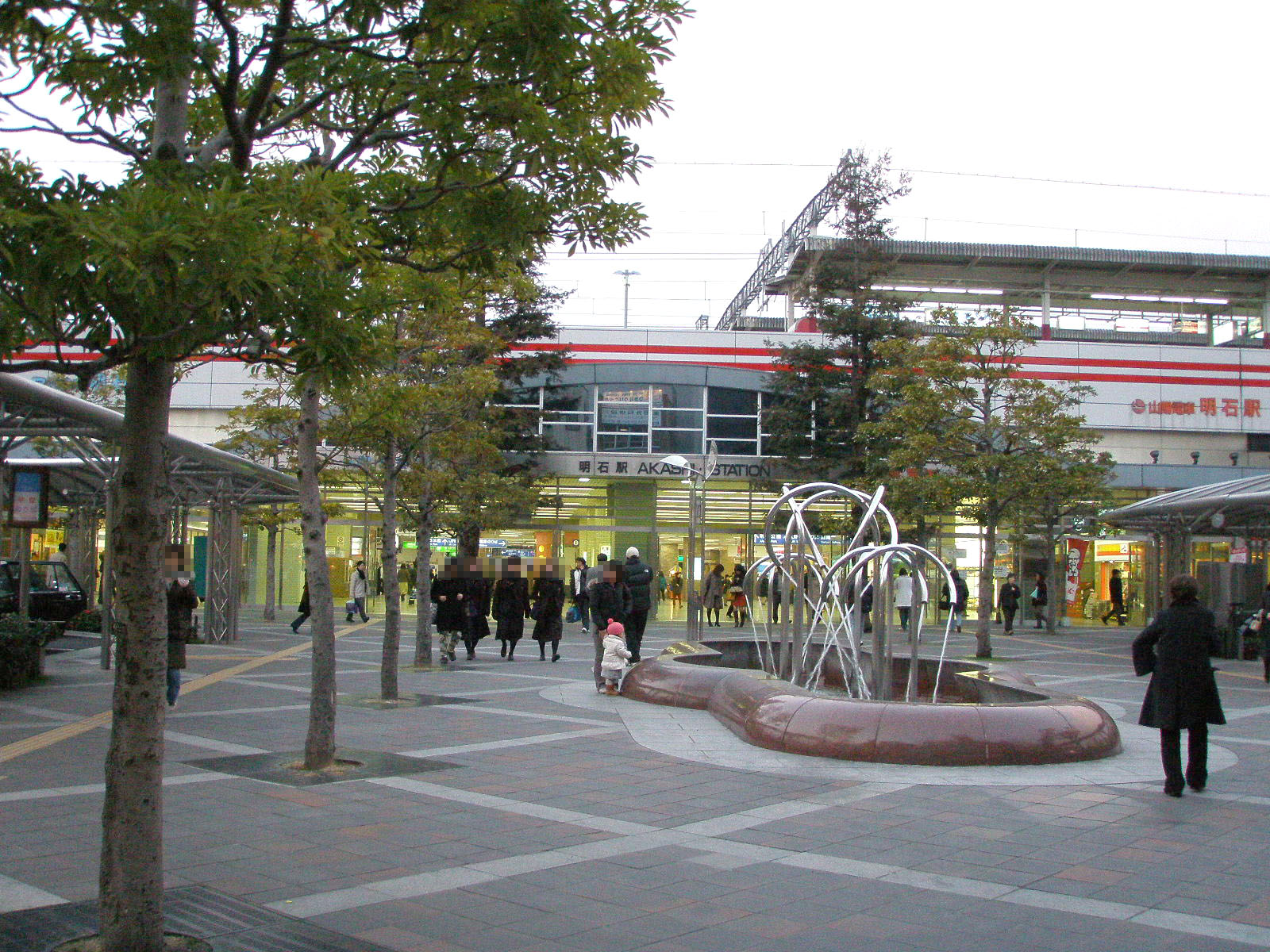
Local d’accès sud.
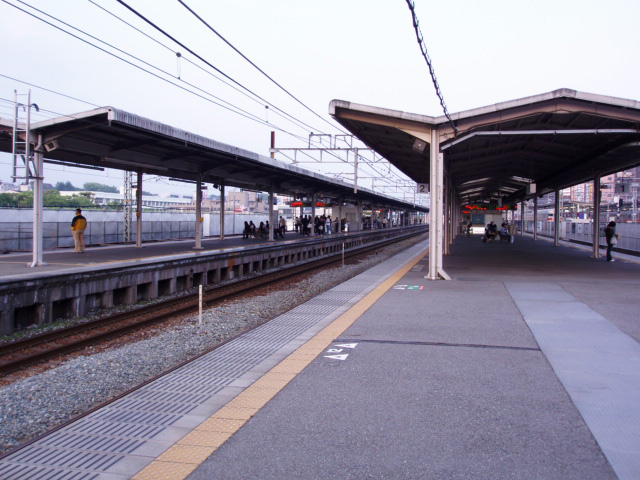
Quais et voies de service.
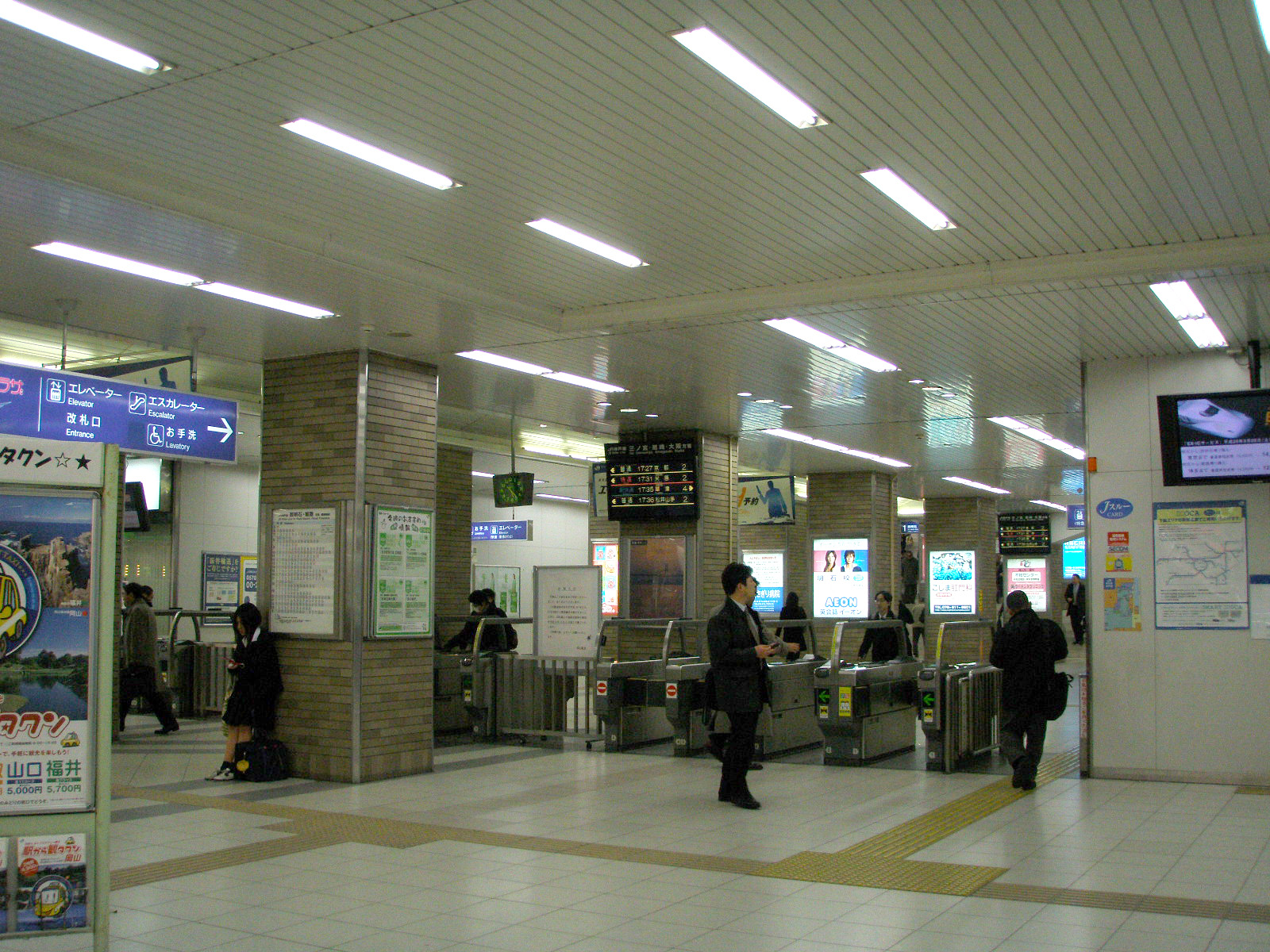
Portillon d’accès aux quais.

### Intermodalité

#### Train
La gare de Sanyo Akashi de la compagnie Sanyo Electric Railway est située juste à proximité.

#### Bus
Des bus de la compagnie Shinki Bus desservent la gare.

### Site d’intérêt
- Le Château d'Akashi
- Le  parc d'Akashi
- La bibliothèque municipale de la ville
- La bibliothèque préfectorale
- Le sanctuaire shinto d'Akashi-jinja
- Le planétarium municipal d'Akashi

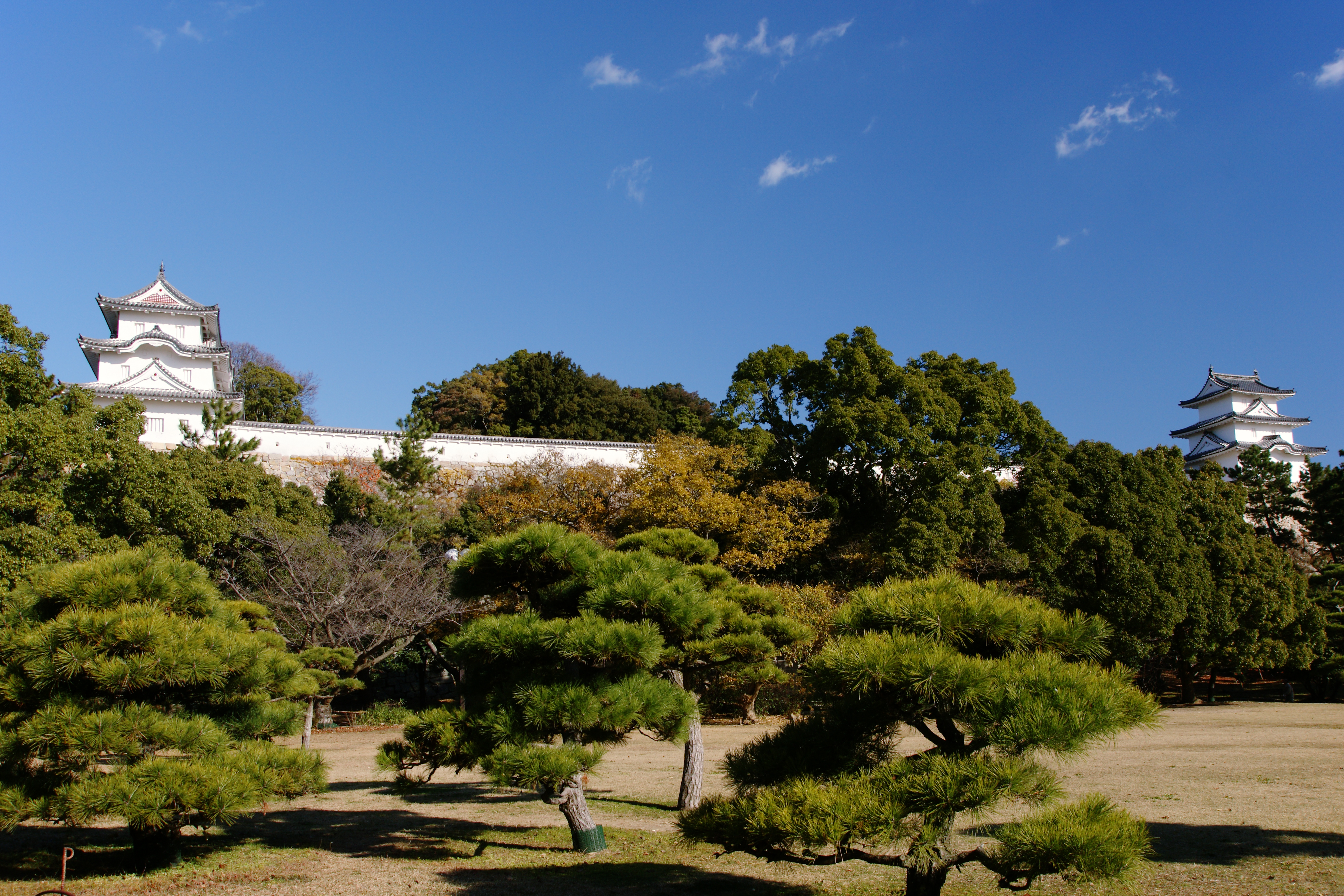
Le château d'Akashi
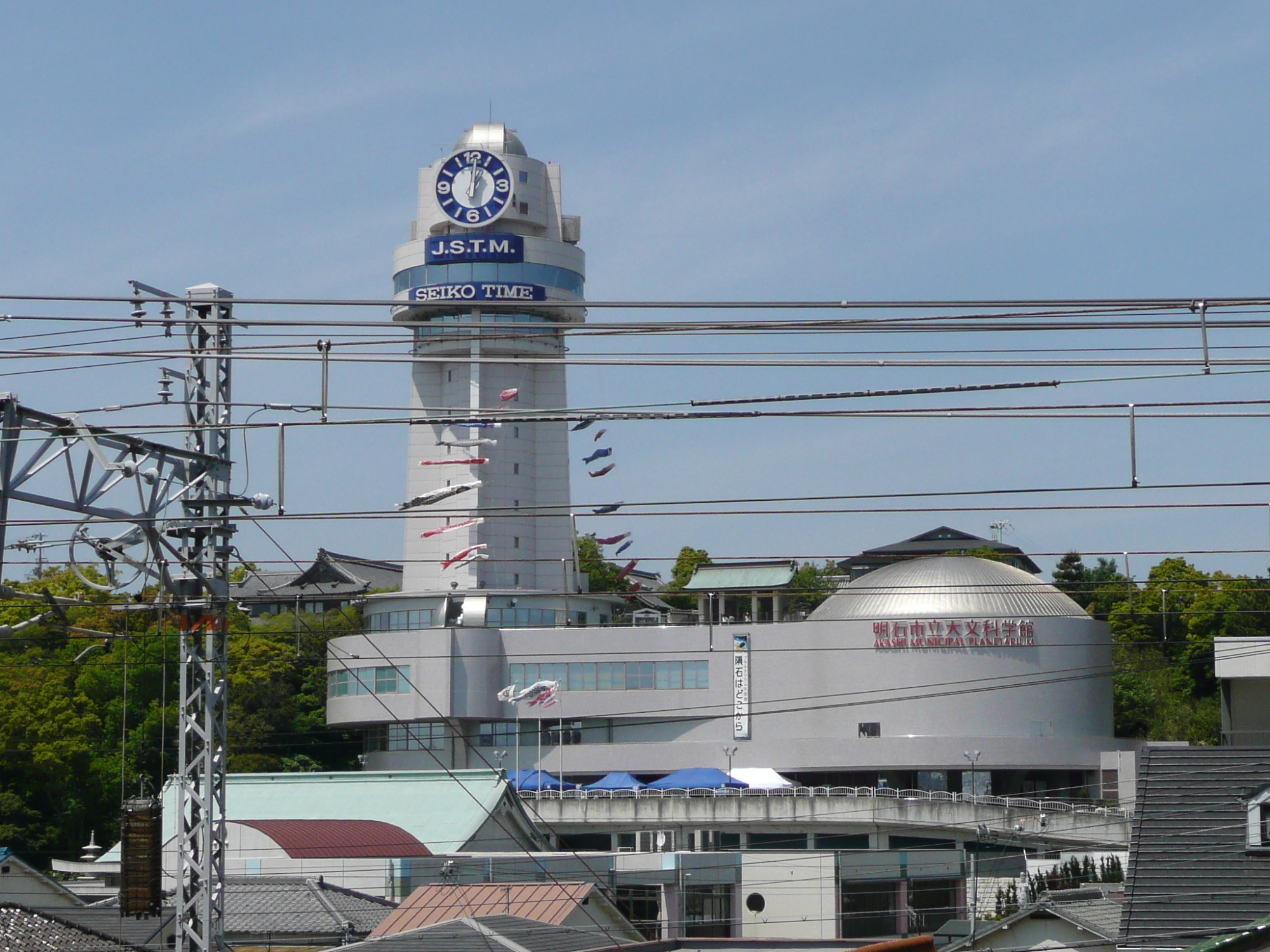
Planétarium de la ville